# 阿代爾角

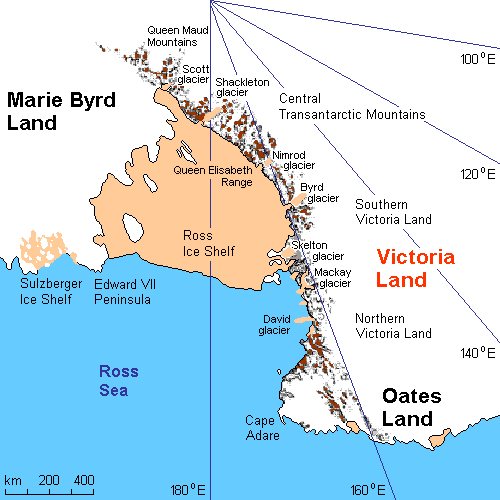

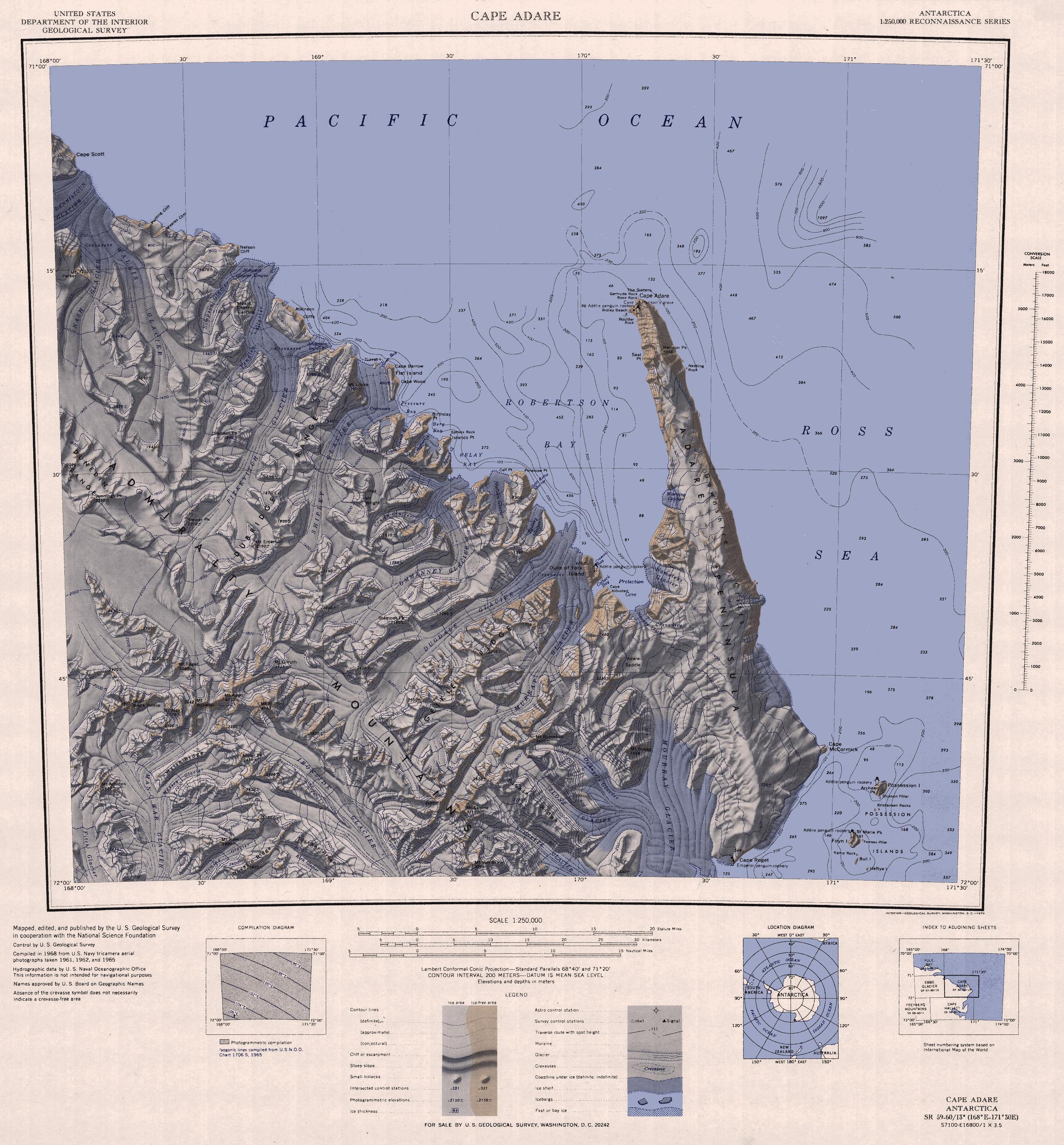

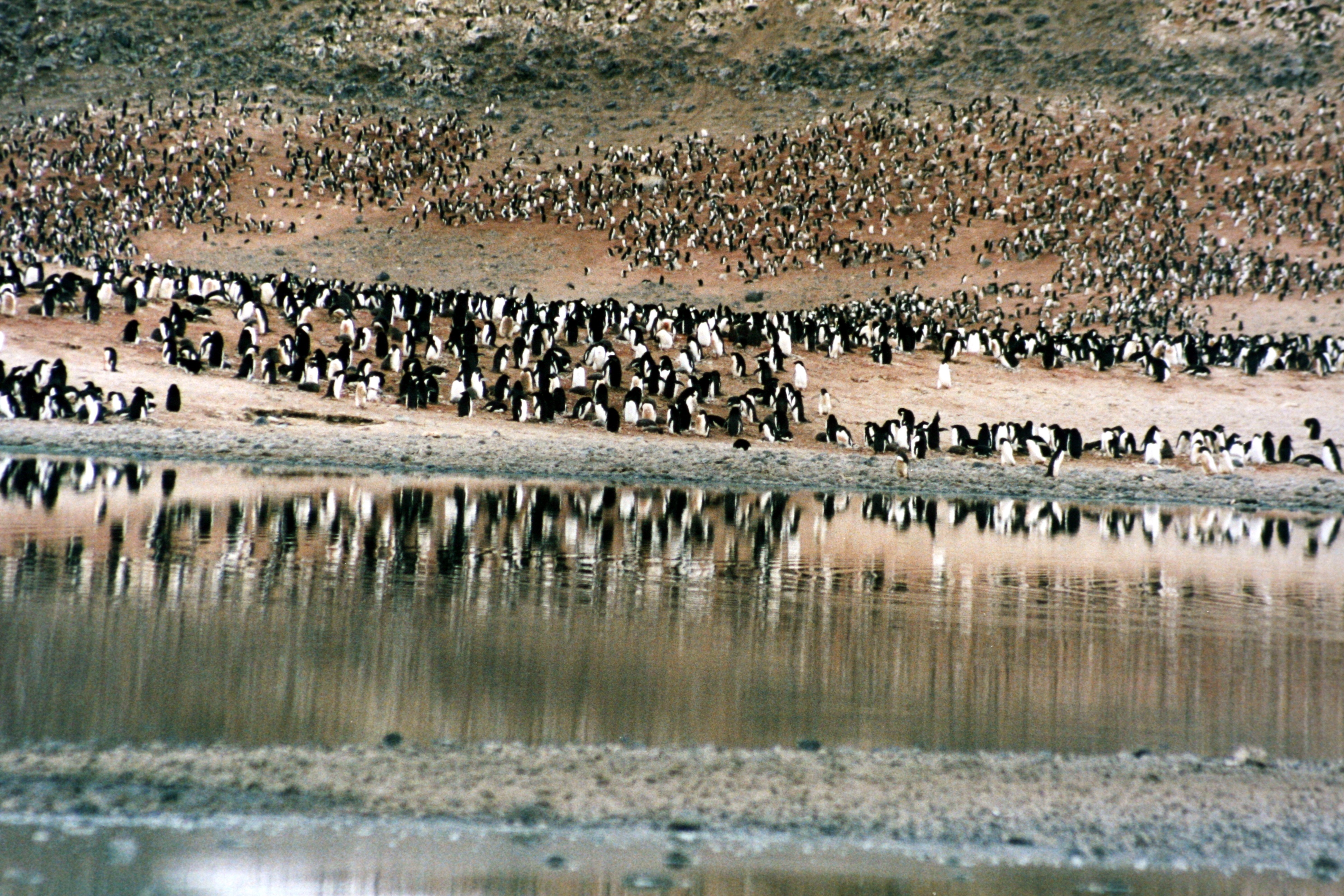

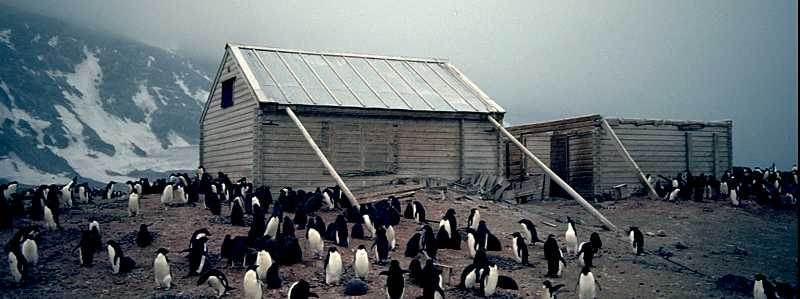

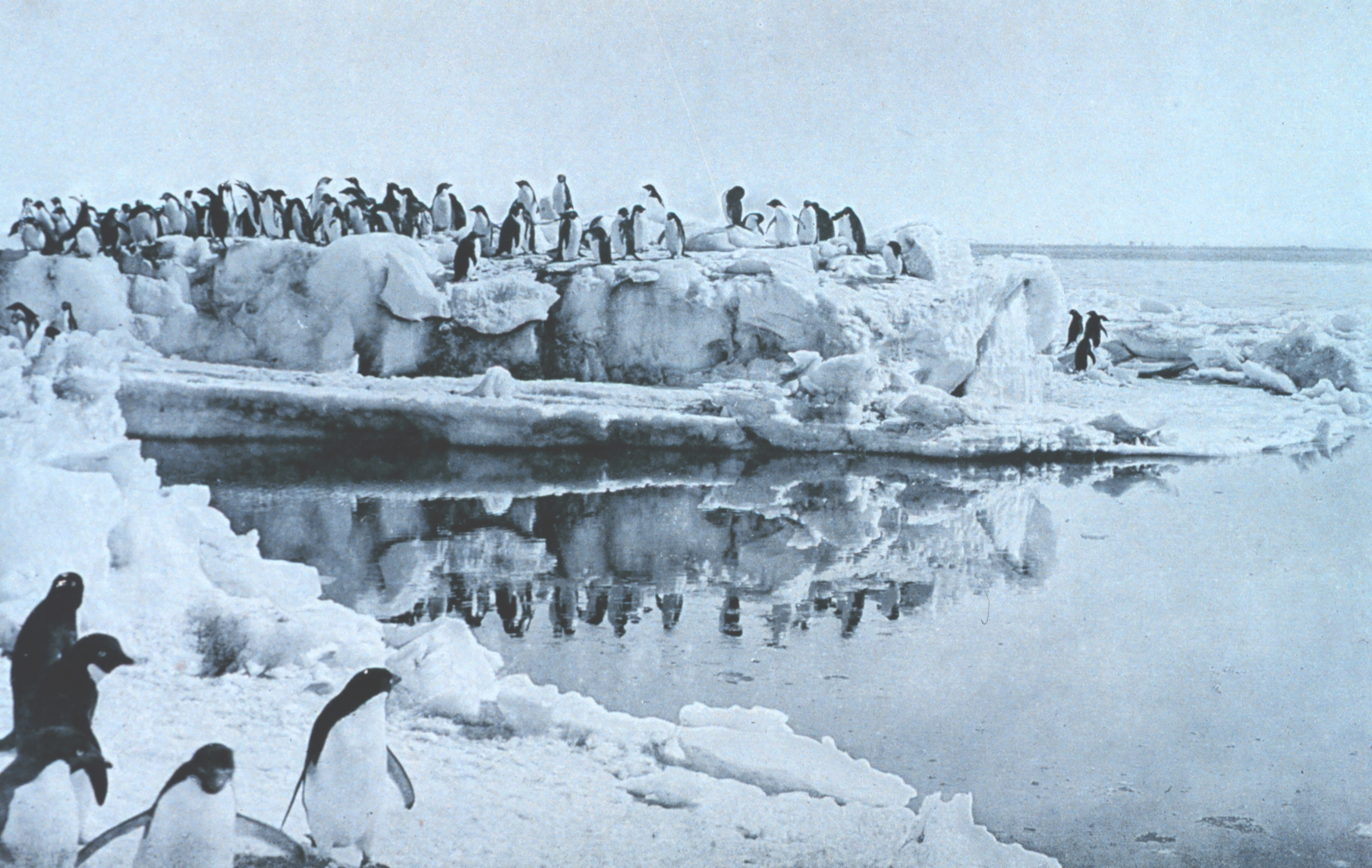

阿代爾角（英語：Cape Adare）是南極洲的半島，位於維多利亞地，把東面的羅斯海和西面的南大洋，該半島在1841年1月由英國探險家詹姆斯·克拉克·羅斯發現。
71°17′S 170°14′E / 71.283°S 170.233°E